# Rgošte
Rgošte (en serbe cyrillique : Ргоште) est un village de Serbie situé dans la municipalité de Knjaževac, district de Zaječar. Au recensement de 2011, il comptait 260 habitants.
Rgošte est situé sur les bords du Svrljiški Timok.

## Démographie
| 1948 | 1953 | 1961 | 1971 | 1981 | 1991 | 2002 | 2011 |
| ---- | ---- | ---- | ---- | ---- | ---- | ---- | ---- |
| 672  | 701  | 710  | 582  | 516  | 419  | 319  | 260  |

|  |